# کیمینینی
کیمینینی روستایی در استان ریفت والی، کنیا می‌باشد.